# Tribohm
Tribohm ist ein Ortsteil der Gemeinde Ahrenshagen-Daskow im Landkreis Vorpommern-Rügen. Der Ort liegt an der alten Verbindungsstraße von Damgarten nach Tribsees, etwa drei Kilometer südlich der Chaussee von Damgarten nach Franzburg.

## Geschichte
Tribohm wurde 1268 erstmals erwähnt als Eckard von Dechow, Knappe, Ritter und Marschall sowie Vogt der Rügenschen Fürsten, dem Kloster Neuenkamp Land vermachte. Nach alten Matrikeln testierte er 2 Hufen. Nur wenige Jahre später soll nach gleichen Quellenlage der Ritter Philippus von Bukow bis 1288 hier ansässig gewesen sein. Der slawische Ortsname kann von einem Personennamen abgeleitet werden.
Die Dorfkirche wurde um 1250 erbaut, der Turm vermutlich 1421. Bereits 1272 übernahm das Kloster das Patronat über die Kirche und 1456 die Universität Greifswald. Das Gutshaus stammt von 1846. Es ist ein Bau des pommerschen Adelsgeschlecht derer von Thun, die viele Generationen die Geschichte des Gutes und damit des Ortes Tribohm prägten. Das Gut hatte ursprünglich in der Vorhistorie verschiedene Besitzer und Eigentümer. Tribohm stand aber die längste Phase im Einfluss der Familie von Thun. Das Adelsgeschlecht bildete neben dem Stammsitz Schlemmin mit Altenhagen ein eigenes genealogisches Haus Tribohm heraus. Landrat Otto von Thun (1585–1637) und seine Frau Anna von Behr-Semlow gelten als Stifter der Familienlinien. Erben auf Tribohm wurden der Sohn Christoph von Thun, der ebenso den Landratstitel trug, und der gleichnamige Enkel Christoph von Thun. Dessen Sohn wiederum war Victor Christian von Thun-Tribohm (1696–1776), verehelicht mit seiner Cousine von Thun. Tribohm ging in der nächsten Generation an den Kanzler der Königlichen Regierung zu Stralsund, Otto Heinrich von Thun, und seine Ehefrau Louise von Lepel. Ihr Nachfolger war seit 1839 von allen Lehensansprüchen befreit und die Thun`schen Güter wurden allodial vererbbar. Es handelt sich um den Gesandten am hessischen Hof zu Cassel, den preußischen Generalmajor Wilhelm Philipp Ulrich von Thun auf Tribohm nebst Gemahlin Frau Mathilde von Senden. Deren Tochter Emma von Thun-Altenhagen (1834–1900) heiratete 1865 in zweiter Ehe in Schlemmin den Standesherrn Otto Graf zu Solms-Rödelheim (1829–1904), und so gelangte der Güterkomplex mit Tribohm an die Familie zu Solms. 1914 ist der Grundbesitzer der Sohn der Vorgenannten, Kuno Graf zu Solms-Rödelheim-Schlemmin-Altenhagen (1872–1945 vermisst auf der Flucht) der Tribohmer Gutsbesitzer. Zum Rittergut Tribohm gehörte der Pfarr-, Küster- und Kirchenacker samt Holz. Die Fläche betrug gesamt 746 ha. Der Besitzer war verpachtet damals an Gustav Müller. Während Graf zu Solms, Erbtruchseß in Neu-Vorpommern, seine Hauptgüter um Schlemmin halten konnte, wurde das Rittergut Tribohm zur Aufsiedlung weit vor 1939 freigegeben. Das Restgut Tribohm beinhaltete noch 124 ha und gehörte dem Landwirt Herbert Rothenberg.

## Baudenkmäler
Siehe auch: Liste der Baudenkmale in Tribohm
- Dorfkirche Tribohm